# Oleksándrivka (Kódima)
Oleksándrivka (en ucraniano: Олександрівка) es un pueblo ucraniano perteneciente al óblast de Odesa. Situado en el suroeste del país, es parte del raión de Podilsk y parte del municipio (hromada) de Kódima.

## Toponimia
El nombre del asentamiento en ruso es Aleksándrovka (en ruso: Александровка).

## Demografía
La evolución de la población de Oleksándrivka entre 1989 y 2001 fue la siguiente:
| 230                                                           | 194 |
| (Fuente: Cities & Towns of Ukraine y UKRAINE: Größere Städte) |     |

Según el censo de 2001, la lengua materna de la mayoría de los habitantes, el 92,27%, es el ucraniano; del 4,63% es el ruso; del 1.03% es el  rumano; y del 1.03% es el bielorruso.